# National Security Space Launch-programma

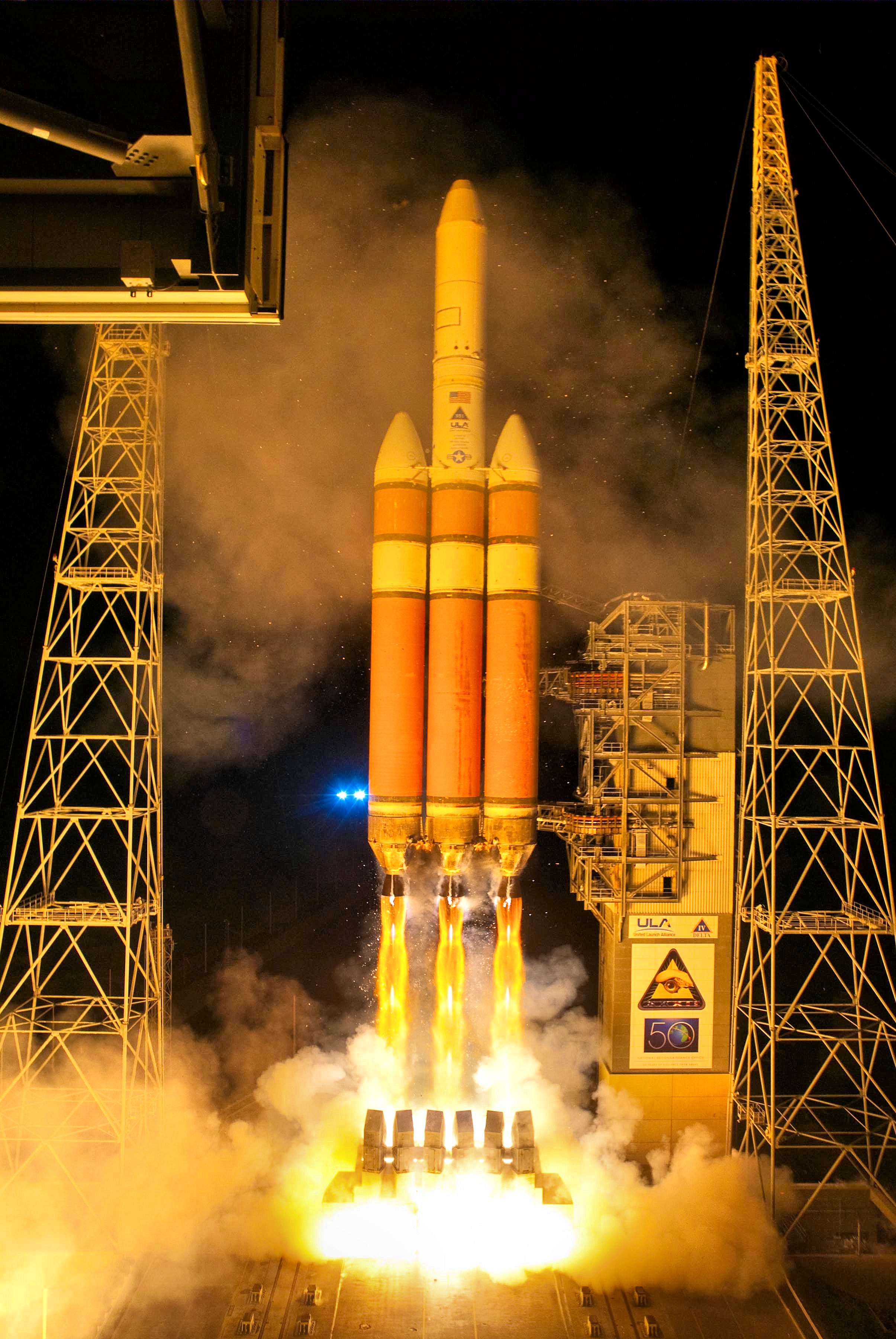
Een zeer krachtige draagraket van het EELV-programma, de Delta IV Heavy, stijgt op voor de geheime missie NROL-32

Het National Security Space Launch ook wel NSSL-programma en voor 1 maart 2019 Evolved Expendable Launch Vehicle-programma ook wel EELV-programma is een programma waarmee het Amerikaanse ministerie van Defensie (Departement of Defence, DoD) sinds 1995 medium-en-heavylift-raketten door commerciële partijen laat ontwikkelen en bouwen om er hun geheime satellieten mee te laten lanceren. 
Hoofddoel van dit programma is dat het Amerikaanse ministerie van defensie zich tot zeker 2030 zeker stelt van veilige, beschikbare medium-en-heavylift-lanceersystemen voor hun zwaarste klasse satellieten. Om mee te mogen doen aan dit programma moet een raket aan een aantal kwaliteits-en veiligheidseisen voldoen en moet de fabrikant van de raket van Amerikaanse bodem komen. Ook de geheime satellieten van de National Reconnaissance Office worden onder dit programma gelanceerd.
Anno juni 2024 waren drie lanceersystemen goedgekeurd voor gebruik in het NSSL-programma.
- Atlas V
- Falcon 9
- Falcon Heavy

De certificatie van de Vulcan was in 2024 nog gaande. Pas in maart 2025 werd de Vulcan draagraket gecertificeerd.
De New Glenn van Blue Origin is gecontracteerd voor NSSL-fase-3 lanceringen maar nog niet gecertificeerd.
De Delta IV en Delta IV Heavy waren ook goedgekeurd maar zijn buitengebruik gesteld.

## Geschiedenis

### Voorgeschiedenis: ELV’s
Begin jaren 1980 heerste in Amerika de opvatting dat de herbruikbare Space Shuttle alle lanceringen van civiele, commerciële en militaire satellieten voor zijn rekening zou gaan nemen. In de praktijk bleek de spaceshuttle echter veel duurder en niet zo gemakkelijk en snel als verwacht opnieuw inzetbaar te zijn. Toen ook nog in 1986 Space Shuttle Challenger explodeerde ontstond het besef dat men liever geen bemanningen meer riskeerde voor het simpelweg lanceren van satellieten. Om die reden werden eind jaren 1980  in opdracht van de USAF en NASA versneld nieuwe “Expendable Launch Vehicles” (ELV’s), eenmalig te gebruiken draagraketten, ontwikkeld. Dit waren gemoderniseerde versies met betere prestaties van de reeds voor de shuttle bestaande Delta’s, Atlas’ en Titans.

### EELV-programma
Met de komst van zwaardere (spionage)satellieten waren in de jaren '90 de ELV’s Delta II en de Atlas II niet meer krachtig genoeg en de Titan IV was erg duur en gebruikte bovendien erg giftige hypergole brandstoffen. Daarom werd door het DoD vanaf 1995 conceptontwerpen voor zwaardere commerciële raketten gevraagd. Verschillende raketfabrikanten kregen vervolgens subsidies om hun concepten verder te ontwikkelen. 
Uiteindelijk werden de Delta IV van Boeing en de Atlas V van Lockheed Martin als winnaars geselecteerd. Boeing bleek achteraf echter aan bedrijfsspionage te hebben gedaan en had geheime en onwettig verkregen documenten van concurrent Lockheed Martin over de Atlas V in zijn bezit. De zaak werd uiteindelijk geschikt door een samenwerking aan te gaan. De joint-venture United Launch Alliance (ULA) werd opgericht. Hierdoor werden beide EELV's door één bedrijf gelanceerd en was een monopolie geboren. Was de zaak niet op deze wijze geschikt dan had het DoD Boeing en de Delta IV moeten uitsluiten van verdere deelname aan het EELV-programma en daarmee een veiligheidsprobleem gehad. De Delta IV was in 2003 al veel te duur gebleken om commercieel mee te kunnen doen op de markt, maar omdat de Senaat van het DoD vereist dat er minimaal twee verschillende lanceersystemen beschikbaar zijn werd de Delta IV wel voor een derde van de DoD-missies geboekt.
Sinds 2011 heeft SpaceX als nieuwkomer op de markt getracht EELV-certificatie voor de Falcon 9 te verkrijgen. Dit leek echter door een sterke tegenlobby bemoeilijkt te worden. Zo gaf het DoD lange tijd geen duidelijkheid over de voorwaarden waaraan de Falcon 9 moest voldoen voor certificatie en werd een week voor de derde Falcon 9-vlucht die toegang tot certificatie zou geven een "block buy" van zesendertig lanceringen tot en met 2018 bij ULA gedaan waardoor SpaceX tot die tijd buiten spel gezet zou worden. Een gang naar de rechter werd uiteindelijk noodzakelijk en SpaceX klaagde het DoD in 2014 aan. De zaak werd uiteindelijk geschikt en een helder certificatietraject werd uiteengezet. 
In 2015 werd de Falcon 9 gecertificeerd waarna SpaceX mocht mee bieden voor militaire missies. Direct gevolg was dat ULA besloot dat de Delta IV, met uitzondering van de Delta IV Heavy, versneld uitgefaseerd moest worden. Er was nu immers een ander systeem. Zoveel mogelijk reeds geboekte Delta IV-missies werden omgeboekt naar de Atlas V. En de laatste "single stick" Delta IV zou volgens de toenmalige planning in 2018 worden gelanceerd. Die vlucht werd uitgesteld tot 2019.
Ondertussen was een probleem met de Atlas V ontstaan. De RD-180-hoofdmotor van de Atlas V is van Russische makelij. Nadat Rusland de Krim annexeerde en na het uitbreken van een door Rusland gesteunde gewapende opstand in het oosten van Oekraïne kwam militaire technologie onder een Amerikaanse handelsboycot te liggen. Hierdoor mogen geen nieuwe Russische raketmotoren meer voor militaire missies worden aangekocht. 
Eind 2015 besloot ULA niet mee te bieden voor de lancering van een GPS-3-satelliet. Later gaf een hoge medewerker van ULA tijdens een gastcollege op een universiteit toe dat SpaceX zo'n lage prijs rekende dat ULA nooit concurrerend kon zijn. Na het lekken van een geluidsfragment met deze uitspraken werd hij ontslagen.
Voor de vijfde lancering van de X-37B die aan SpaceX werd gegund kon ULA niet mee bieden. De Air Force lijkt daarmee strategisch te kiezen voor het verdelen van de lanceringen en op die manier voldoende lanceringen aan beide bedrijven toe te kennen waardoor ze beiden overeind blijven en wederom van twee lanceerservices te zijn verzekerd.
Op 21 juni 2018 werd met de toewijzing van AFSPC-52 aan SpaceX duidelijk dat de Falcon Heavy inmiddels ook EELV-certificatie had verkregen. Dat is opvallend omdat deze daarvoor slechts één vlucht had gemaakt. De Falcon Heavy gebruikt echter veel technieken van de Falcon 9 waardoor bijvoorbeeld de betrouwbaarheid van de motoren en besturing al bewezen was.

### Naamsverandering: NSSL-programma
Per 1 maart 2019 werd het EELV-programma hernoemd tot National Security Space Launch program. Reden daarvoor is dat er niet meer specifiek op “expendable” raketten wordt ingezet. Met het herbruikbaar worden van de Falcon 9 in 2017 is namelijk aangetoond dat (deels) herbruikbare raketten mogelijk, betrouwbaar en goedkoper zijn.

## NSSL fase 2
Vanaf 2022 t/m 2027 loopt fase 2 van het NSSL-programma. In die periode worden naar verwachting 34 NSSL-lanceringen verwacht. De US Space Force wilde daarvoor in 2020 twee bedrijven contracteren. Er meldden zich in de jaren ervoor vier bedrijven met raketten of raketontwerpen aan. Voor de ontwikkeling van nieuwe raketten werden subsidies verleend.

### Ontwikkeling nieuwe raketten
In januari 2015 kende het DoD subsidies toe aan SpaceX, Orbital ATK, Blue Origin en Aerojet Rocketdyne voor het (versneld) ontwikkelen van prototypes van nieuwe raketmotoren om zodoende in de toekomst onafhankelijk van buitenlandse bedrijven te worden.
Door de hoge, niet-concurrerende prijs van Atlas V is ULA sinds het aantreden van CEO Tory Bruno in augustus 2014 bezig met de ontwikkeling van een vervangende krachtiger raket genaamd Vulcan. Voordeel ten opzichte van de Atlas V is dat deze raket volledig van Amerikaanse makelij is. Motoren van deze raket worden geleverd door Blue Origin, Aerojet Rocketdyne en Northrop Grumman Space Systems. Een eerste lancering vond in januari 2024 plaats. 
Ook Northrop Grumman Space Systems (voorheen Orbital ATK) was vanaf 2015 bezig met een modulaire draagraket genaamd OmegA die een doorontwikkeling zou worden van de Liberty, een geannuleerd conceptontwerp uit 2011, gebaseerd op NASA's geannuleerde Ares I-raket. Het ontwerp van de Liberty werd in 2012 niet voor het Commercial Crew development-programma van NASA geselecteerd. Het ontwerp voor deze raket was inmiddels af en aan het DoD voorgelegd en de loop van 2018 werd een definitieve "go/no go"-beslissing met daaraan verbonden financiering van deze raket door het DoD gemaakt. De OmegA kreeg groen licht en lag per augustus 2020 op koers voor een eerste lancering in 2021.
Verder poogde Blue Origin mee te dingen naar het contract voor NSSL-lanceringen met de New Glenn, een deels herbruikbare heavy lift-raket die in de toenmalige planning vanaf 2021 beschikbaar zou komen maar uiteindelijk pas in januari 2025 debuteerde. 
SpaceX werkt aan Starship, een zeer krachtige draagraket, en had subsidies ontvangen voor de ontwikkeling van een prototype van de bijbehorende Raptor-raketmotor. Starship moet op den duur de Falcon 9 en de Falcon Heavy vervangen. SpaceX meldde echter die Falcon-raketten aan voor deelname aan het NSSL-programma, waarmee het het enige bedrijf was dat een reeds bewezen lanceersysteem aanbood.

### Contractering
Vooraf werd al duidelijk dat de Space Force twee bedrijven wilde contracteren voor de verwachtte 34 lanceringen. Eventuele extra lanceringen in die periode vallen onder fase 2A. Ook bedrijven met niet gecontracteerde maar wel NSSL-gecertificeerde draagraketten kunnen naar die losse missies meedingen. Ook was duidelijk dat ULA en SpaceX als zeer ervaren lanceerbedrijven de beste kansen hadden om het contract in de wacht te slepen. Northrop Grumman en Blue Origin lobbyden om de Space Force over te halen om fase 2 twee jaar uit te stellen zodat alle bedrijven hun raket hadden kunnen bewijzen voor de beslissing zou worden gemaakt. De Space Force hield echter vast aan de originele planning.
Op 7 augustus 2020 maakte de Space Force bekend dat ze United Launch Alliance en SpaceX hadden geselecteerd voor fase 2. ULA krijgt 60 procent van de lanceringen, uit te voeren met de Vulcan die als back-up de Atlas V heeft. SpaceX krijgt 40 procent om met de Falcon 9 en Falcon Heavy uit te voeren. SpaceX past daarvoor Lanceercomplex 39A aan met een mobile, verticale assemblagehangar. Ook komt er een extra groot type neuskegel beschikbaar voor hun Falcon-raketten. 
Blue Origin en Northrop Grumman werden niet geselecteerd. Als gevolg daarvan werden de ontwikkelingssubsidies voor de New Glenn en de OmegA per direct gestaakt. Voor de toekomst van de New Glenn die door Jeff Bezos wordt gefinancierd maakt dat niet zoveel uit. De ontwikkeling van de OmegA die vooral met het oog op NSSL-lanceringen werd ontwikkeld werd stilgelegd en ruim een maand later definitief afgeblazen. Vanuit het Capitool is er wel kritiek op het stoppen van de ontwikkelingssubsidies. Geschrapte raketten kunnen bij de aanbesteding van NSSL-fase 3 niet alsnog meedingen naar een contract waardoor de Space Force voor nieuwe rakettypes opnieuw zo’n bedrag moet uitgeven terwijl de bouw van eerste OmegA en bijbehorende grondsystemen al in een vergevorderd stadium waren. De Space Force bracht daar tegen in dat ze de financiële middelen niet hebben om de ontwikkelingssubsidies door te zetten.
De back-up-functie van de Atlas V bleek nodig. Het gereedkomen van de Vulcan liet op zich wachten en ULA’s eerste NSSL-fase 2-vlucht werd in mei 2021 omgeboekt. De Vulcan maakte in januari 2024 zijn eerste vlucht maar zal naar alle waarschijnlijkheid pas in het najaar van 2024 NSSL-certificatie ontvangen. Het lanceermanifest van ULA ligt daarmee achter op schema.

## NSSL fase 3
Voor NSSL fase 3 werden de missies verdeeld in Lane 1 voor simpeler lanceringen en Lane 2 voor ingewikkeldere of duurdere missies.
Voor de 30 Lane 1 missies onder NSSL fase 3 werden op 13 juni 2024 SpaceX, United Launch Alliance en Blue Origin geselecteerd. Met de Lane 1-lanceercontracten van fase 3 is in totaal 5,6 miljard dollar gemoeid. De drie bedrijven zullen met elkaar concurreren om de lanceringen toegewezen te krijgen. 
De Space Force verwachtte in het najaar van 2024 de bedrijven voor de Lane 2-missies te selecteren. Fase 3 loopt van 2025 t/m 2033. Pas op 4 april 2025 werden de Lane 2 missies toegewezen aan
- SpaceX (28 Falcon-lanceringen voor $5,9 miljard)
- ULA (19 Vulcan lanceringen voor $5,3 miljard)
- Blue Origin (7 New Glenn lanceringen voor $2,3 miljard)

In oktober 2024 werd ook de mogelijkheid aan bedrijven met nieuwe raketten geboden om op extra Lane 1 missies in te schrijven. Daarvoor moeten die bedrijven een realistisch plan voor een debuutlancering die voor het einde van 2025 moet plaatsvinden hebben. De Neutron van Rocket Lab leek de grootste kanshebber. De Terran R van Relativity Space zou waarschijnlijk niet tijdig gereed raken. Eind maart 2025 werd bekendgemaakt dat Rocket Lab’s Neutron en Stoke Space’s Nova een contract hadden gewonnen. Beide draagraketten waren op dat moment nog in ontwikkeling. In 2026 verwacht de Space Force nog meer raketten te selecteren. Daarvoor zijn de Terran R van Relativity Space en de Eclipse van Firefly Aerospace in de running.